# Hikarigaoka (metropolitana di Tokyo)
La Stazione di Hikarigaoka (光が丘駅?, Hikarigaoka-eki) è una stazione della metropolitana di Tokyo situata nel quartiere di Nerima a Tokyo, ed è il capolinea della Linea Ōedo. La sua sigla è E-38.
Hikarigaoka potrebbe essere tradotto in italiano come "Colline Luminose". La stazione di Hikarigaoka fu coinvolta nell'attentato alla metropolitana di Tokyo nel 1995, così come è anche testimoniato nelle prime due serie dell'anime Digimon.

## Nella finzione
Hikarigaoka è stata l'ambientazione di alcune vicende di Digimon Adventure e Digimon Adventure 02. I Digiprescelti originali avevano assistito allo scontro tra Greymon e Parrotmon in questo quartiere.

## Stazioni adiacenti
| «                | Servizio   | »          |
| Linea Ōedo       | Linea Ōedo | Linea Ōedo |
| ---------------- | ---------- | ---------- |
| Nerima-Kasugachō | -          | Capolinea  |